# 망치를 든 짱구와 땡칠이
망치를 든 짱구와 땡칠이는 한국에서 제작된 남기남 감독의 1998년 가족 영화이다. 정수범 등이 주연으로 출연하였고 변석종 등이 제작에 참여하였으며  빠르게 높아지는 관객들의 눈높이와 갈수록 격차가 벌어져 1998년 해당 작품 포함하여 남기남 감독이 만든 영화들 중 극장 개봉한 것은 《천년환생》이 유일했는데 그나마 이 작품은 당초 1996년 개봉 예정이었으나 이런저런 사정 탓인지 1998년이 되어서야 개봉될 수 있었고 방대한 스케일의 영화에 익숙해져 있는 관객들의 수준을 감당하지 못하여 흥행에 실패했으며 남기남 감독은 《천년환생》의 실패 후 한동안  영화 연출 활동을 잠정 중단했고 우여곡절 끝에 <너 없는 나>로 영화 연출 활동을 재개했지만  개봉이 되지 못하기도 했다.

## 출연

### 주연
- 정수범
- 이봉원

### 조연
- 엄정필
- 김수정
- 김낙현
- 김경호
- 김용찬
- 진봉진
- 천은경
- 이명희
- 박동룡

## 제작진
- 음향효과: 강희원
- 붐어시스턴트: 김석호
- 동시녹음B팀: 김원용
- 미술: 김유준
- -무술팀: 장동일
- 무술팀: 이봉근